# Зинченко, Анна Владимировна
Анна Владимировна Зинченко  (1929 — 2016) — советский передовик производства в пищевой промышленности. Герой Социалистического Труда (1948).

## Биография
Родилась 12 февраля 1929 года в селе Урюпино, Алейского района Алтайского края в крестьянской семье.
В 1936 году семья А. В. Зинченко переехала в совхоз «Чистюньский» Топчихинского района. С 1941 года после окончания четырёх классов и начала Великой Отечественной войны стала работать в совхозе. В 1946 году А. В. Зинченко возглавила полеводческое звено свекловодов, которое постоянно было в числе передовых в районе, а в 1947 году был получен урожай пшеницы 30,2 центнера с гектара на закреплённой за звеном площади 8 гектаров.
14 мая 1948 года Указом Президиума Верховного Совета СССР «за получение высоких урожаев пшеницы, ржи и сахарной свеклы, при выполнении совхозом плана сдачи государству сельскохозяйственных продуктов в 1947 году и обеспеченности семенами зерновых культур для весеннего сева 1948 года» Анна Владимировна Зинченко была удостоена звания Героя Социалистического Труда с вручением Ордена Ленина и золотой медали «Серп и Молот».
С 1966 года по состоянию здоровья перешла работать в детский сад. Избиралась депутатом Алтайского краевого Совета народных депутатов. 
Проживала в посёлке Кировском Топчихинского района, а в 1988 году переехала в город Барнаул.
Умерла 13 июня 2016 года в Барнауле.

## Награды
- Медаль «Серп и Молот» (14.05.1948)
- Орден Ленина (14.05.1948)
- Орден Знак Почёта (11.01.1957)